# Llapingachos

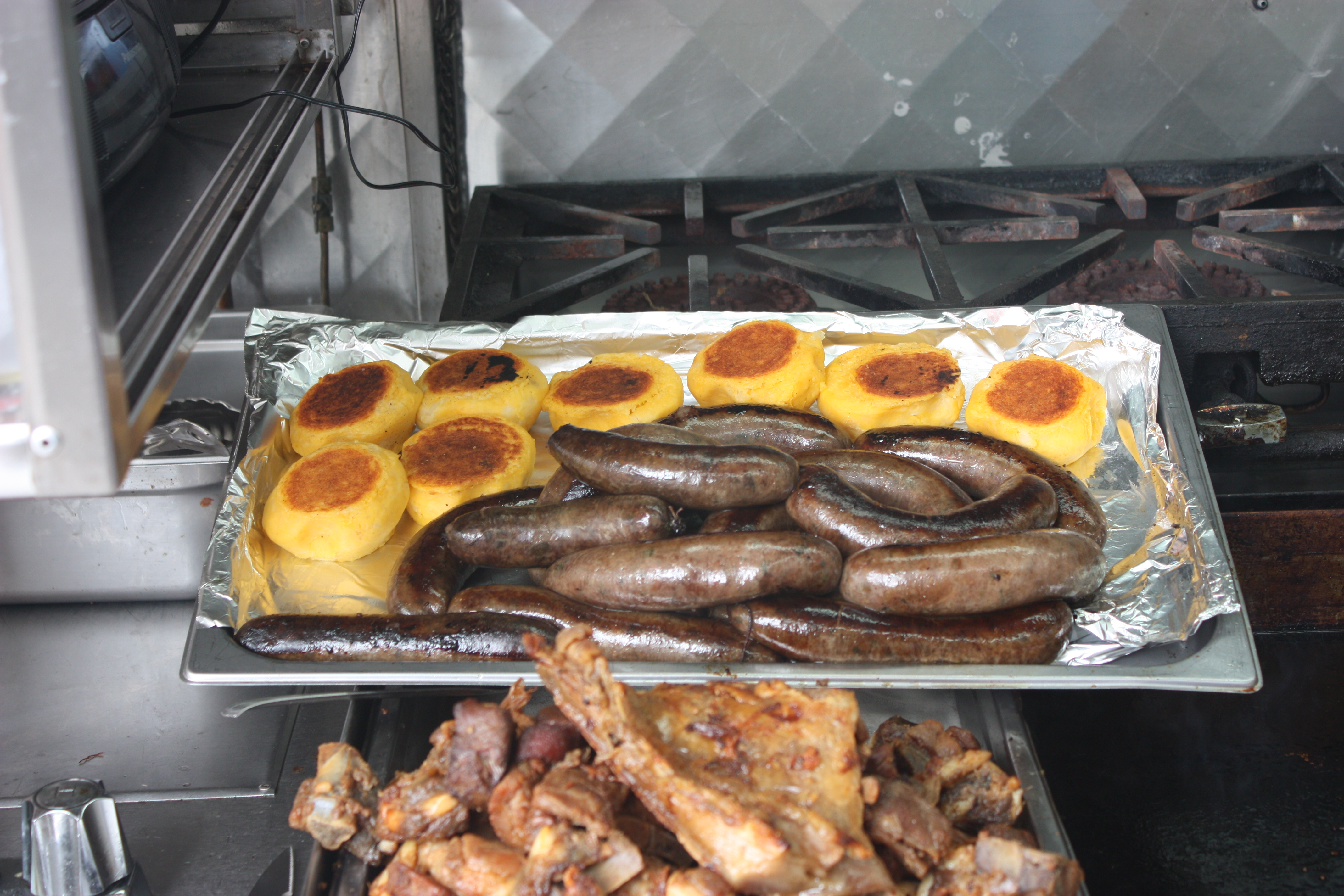
Llapingachos e chouriços.

Llapingachos são um prato típico da culinária do Equador que consistem em tortillas grossas de puré de batata, temperadas com um refogado de cebola e achiote, recheadas com queijo e assadas numa frigideira untada com óleo. São muitas vezes preparados para acompanhar outras comidas típicas, como por exemplo a “fritada de chancho”, mas também se servem ao pequeno-almoço, ou como uma entrada ou  prato principal, geralmente acompanhados com molho de amendoim, ovos fritos, salsicha ou chouriço, fatias de abacate e curtido de cebola e tomate. 
No Equador, os llapingachos são preparados com “papa chola”, uma variedade de batata com muito amido; as batatas são cozidas em água e sal e transformadas em puré. À parte, faz-se um refogado com cebola picada e achiote e deixa-se cozinhar até a cebola ficar mole; junta-se ao puré de batatas, mistura-se bem, cobre-se a mistura e deixa-se repousar durante pelo menos uma hora. Formam-se bolas, abre-se um buraco em cada e recheia-se com queijo ralado grosso (do tipo mozzarella ou fontina); achatam-se na forma de tortilhas grossas e deixam-se repousar mais meia hora. Assam-se numa frigideira quente até estarem douradas dos dois lados.